# Detonatore a filo esplodente

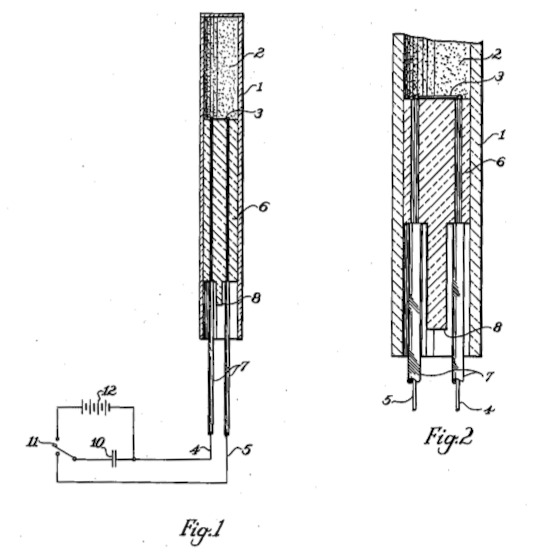
Un'immagine del brevetto del detonatore a filo esplodente. La figura 2 è un dettaglio della figura 1:
1. Armatura esterna
2. Esplosivo ad alto potenziale
3. Filo da vaporizzare
4. Cavo di ingresso
5. Cavo di ingresso
6. Supporto isolante
7. Tubi di batista
8. Porzione divisoria del supporto
9. (Nulla)
10. Condensatore
11. Interruttore
12. Batteria

Un detonatore a filo esplodente (spesso abbreviato in EBW, dall'inglese exploding wire detonator o exploding-bridgewire detonator) è un tipo di detonatore utilizzato per innescare la reazione di detonazione nei materiali esplosivi simile a un detonatore elettrico, poiché anch'esso attivato utilizzando una corrente elettrica. A differenza di un detonatore elettrico, un EBW utilizza più elettricità scaricata molto più velocemente, seguendo il processo del metodo del filo esplodente e quindi garantendo che l'esplosione avvenga con un'altissima precisione temporale rispetto all'applicazione delle corrente elettrica. Proprio questa loro ultima caratteristica ha fatto sì che i detonatori a filo esplodente fossero comunemente adottati nelle armi nucleari.
A partire dall'EBW è stato poi sviluppato, da parte del Lawrence Livermore National Laboratory, un altro tipo di detonatore, ossia il detonatore a foglio esplodente, EFI, che ha oggi sostituito il detonatore a filo esplodente in quasi tutti gli arsenali nucleari del mondo.

## Sviluppo
Il detonatore a filo esplodente è stato inventato dal fisico Luis Álvarez, premio Nobel per la fisica nel 1968, e dal suo assistente, Lawrence Johnson, durante il loro soggiorno presso i laboratori di Los Alamos, nell'ambito del Progetto Manhattan. In particolare, il detonatore fu realizzato ad hoc per le bombe nucleari a implosione, come The Gadget, la prima bomba nucleare della storia, e Fat Man, la bomba lanciata su Nagasaki il 9 agosto 1945. I detonatori EBW modello 1773 di Fat Man utilizzavano un sistema di detonazione tanto inusuale quando affidabile, basato su due fili esplodenti agganciati a un singolo innesco con la cui evaporazione si dava inizio alla detonazione di 32 lenti esplosive.

## Descrizione
Un EBW ha due parti principali: un pezzo di filo sottile a contatto con l'esplosivo e una sorgente di corrente elettrica ad alta tensione e intensità ed a bassa impedenza, avente il compito di fornire l'impulso iniziale il più rapidamente possibile. Quando il filo viene percorso dalla corrente, questo fonde ed evapora in pochi microsecondi e l'onda d'urto e il calore derivanti da questo processo innescano l'esplosivo veloce della lente esplosiva.

### Meccanismo di funzionamento

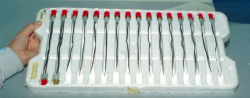
Moderni detonatori a filo esplodente.

Il filo da far evaporare è solitamente realizzato in oro ma talvolta sono utilizzati anche platino o leghe di oro e platino. Il formato più comunemente reperibile in commercio ha un diametro di 0,038 mm e 1 mm di lunghezza, ma si possono trovare anche formati lunghi da 0,25 a 2,5 mm. Tra i vari esplosivi disponibili, solo il PETN a bassa densità può essere innescato da uno shock così basso da poter far sì che esso sia praticamente utilizzabile in sistemi commerciali come parte di un detonatore EBW. Questo può essere collegato con un altro esplosivo in ruolo di booster, come tetrile, RDX o quale esplosivo di tipo PBX come il PBX 9407.
Come prima fase, il filo si scalda a causa del passaggio di corrente fino a che non viene raggiunto il suo punto di fusione. Durante questa fase, in cui la resistenza elettrica del dispositivo aumenta, la velocità di riscaldamento è tale che il metallo liquido non ha il tempo di scorrere via venendo invece vaporizzato. All'interno del metallo vaporizzato si forma quindi un arco elettrico che porta a una caduta delle resistenza elettrica e a un ripido aumento della corrente, velocizzando ancora di più il riscaldamento del metallo ionizzato in fase vapore e producendo un'onda d'urto. Per raggiungere la liquefazione e la seguente evaporazione del filo in un tempo sufficientemente breve da creare un'onda d'urto, è necessario un incremento di intensità di corrente di almeno 100 ampere per microsecondo. Se l'incremento è più basso, il filo può bruciare, portando in qualche caso alla deflagrazione della massa di PETN, ma senza causare la detonazione.
La precisa sincronizzazione che si può ottenere con gli EBW è dovuta al fatto che il detonatore utilizza gli effetti fisici della vaporizzazione del filo per innescare la detonazione nella lente esplosiva. Data una elevata e nota quantità di corrente elettrica, infatti, il tempo di vaporizzazione del filo è estremamente breve (nell'ordine di pochi microsecondi) e soprattutto è prevedibile con estrema precisione (la deviazione standard del tempo di detonazione è dell'ordine delle poche decine di nanosecondi).
I detonatori elettrici convenzionali utilizzano l'elettricità per scaldare un filo, piuttosto che vaporizzarlo, ed è questo riscaldamento che fa sì che l'esplosivo primario detoni. Già un contatto impreciso tra il filo e l'esplosivo primario, però, è sufficiente modificare la velocità con cui l'esplosivo primario viene riscaldato, e a questo va aggiunto il fatto che anche minime variazioni elettriche nel filo o nei comandi possono modificare tale velocità. In un detonatore elettrico convenzionale, poi, il processo di riscaldamento necessita tipicamente da pochi a decine di millisecondi per completarsi e innescare la detonazione, un tempo meno preciso e più lungo da 1.000 a 10.000 volte di quello necessario alla vaporizzazione elettrica in un EBW.

## Utilizzo

### Armi nucleari

In questo schema di una delle prime bombe a implosione è possibile vedere la forma del fronte d'onda che si propaga attraverso i diversi livelli di esplosivo.

I detonatori a filo esplodente furono sviluppati come mezzo per far esplodere più cariche esplosive con la maggior simultaneità possibile. In un'arma nucleare a implosione, come fu, ad esempio, Fat Man, si utilizza un insieme di lenti esplosive, realizzate con esplosivi ad alta e bassa velocità, per convertire diverse onde di detonazione divergenti e approssimativamente sferiche in una singola onda sferica convergente. Tale onda convergente ha poi lo scopo di far collassare i diversi gusci sferici (il tamper, lo scudo riflettente, ecc...) posti attorno al nocciolo di materiale fissile e di comprimere quest'ultimo il più velocemente e simmetricamente possibile, tanto da fargli raggiungere uno stato di criticità pronta (nelle prime bombe a implosione che facevano uso di un iniziatore interno di neutroni, scopo dell'onda di detonazione era quello di attivare anche questo componente).

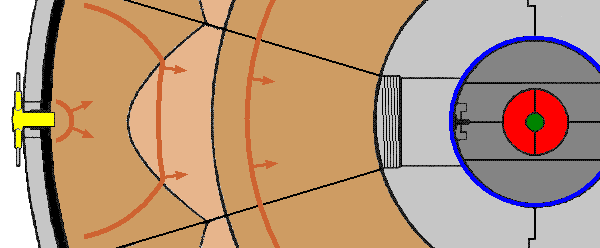
Una sezione trasversale di una vecchia bomba a implosione, l'alternanza tra esplosivo veloce e lento (in marrone più chiaro) costituiva la lente esplosiva che, assieme alle altre 31 lenti, comprimeva il nocciolo fino a fargli raggiungere la criticità pronta.

L'illustrazione a sinistra rappresenta una sezione trasversale dei uno dei cunei poligonali, esagonali e pentagonali, posti attorno al nocciolo di una vecchia bomba a implosione per formare un perfetto guscio sferico con la geometria simile a quella di un pallone da calcio. Il detonatore a filo esplodente, all'estrema sinistra dell'immagine, ha il compito di innescare la creazione di un'onda d'urto semisferica che attraversa l'esplosivo veloce.
Poiché la velocità di detonazione di un esplosivo ad alto potenziale è tipicamente di 7/8 chilometri al secondo, ossia 7/8 metri al millisecondo, un ritardo di un solo millisecondo nella detonazione di un lato di un'arma nucleare rispetto all'altro sarebbe più di quanto impiega la detonazione per attraversare l'intero ordigno. La simultaneità di detonazione ottenibile con gli EBW (con uno scarto di circa 0,1 microsecondi) è tale da far sì che un'onda di detonazione abbia grossomodo un millimetro di ritardo rispetto a un'altra (per gli EBW più moderni di parla addirittura di uno scarto di 0,025 microsecondi e quindi di un ritardo tra due onde di detonazione di 0,2 mm), il che rende questi detonatori sufficientemente precisi perché siano utilizzati in un'arma nucleare come descritto poc'anzi.
Proprio a causa del loro tipico utilizzo in ordigni nucleari, negli Stati Uniti d'America il commercio di questi dispositivi è soggetto in ogni Stato della federazione ai controlli delle autorità nucleari in accordo con le linee guida delle leggi sul commercio e l'esportazione di materiali, equipaggiamenti e tecnologie nucleari.

### Altri utilizzi
Negli anni, gli EBW hanno trovato utilizzo anche al di fuori del campo nucleare, ad esempio nei razzi Titan IV, impiegati sia in ambito militare che civile, o in applicazioni in cui è sempre necessaria un'elevata sincronizzazione delle diverse esplosioni, come avviene per esempio in detonazioni commerciali effettuate in cave e miniere. Gli EBW, inoltre, essendo privi di esplosivi primari come l'azoturo di piombo, che possono essere molto sensibili all'elettricità statica e ad altri fattori ambientali, sono molto più sicuri dei comuni detonatori elettrici.

## Sistema di accensione

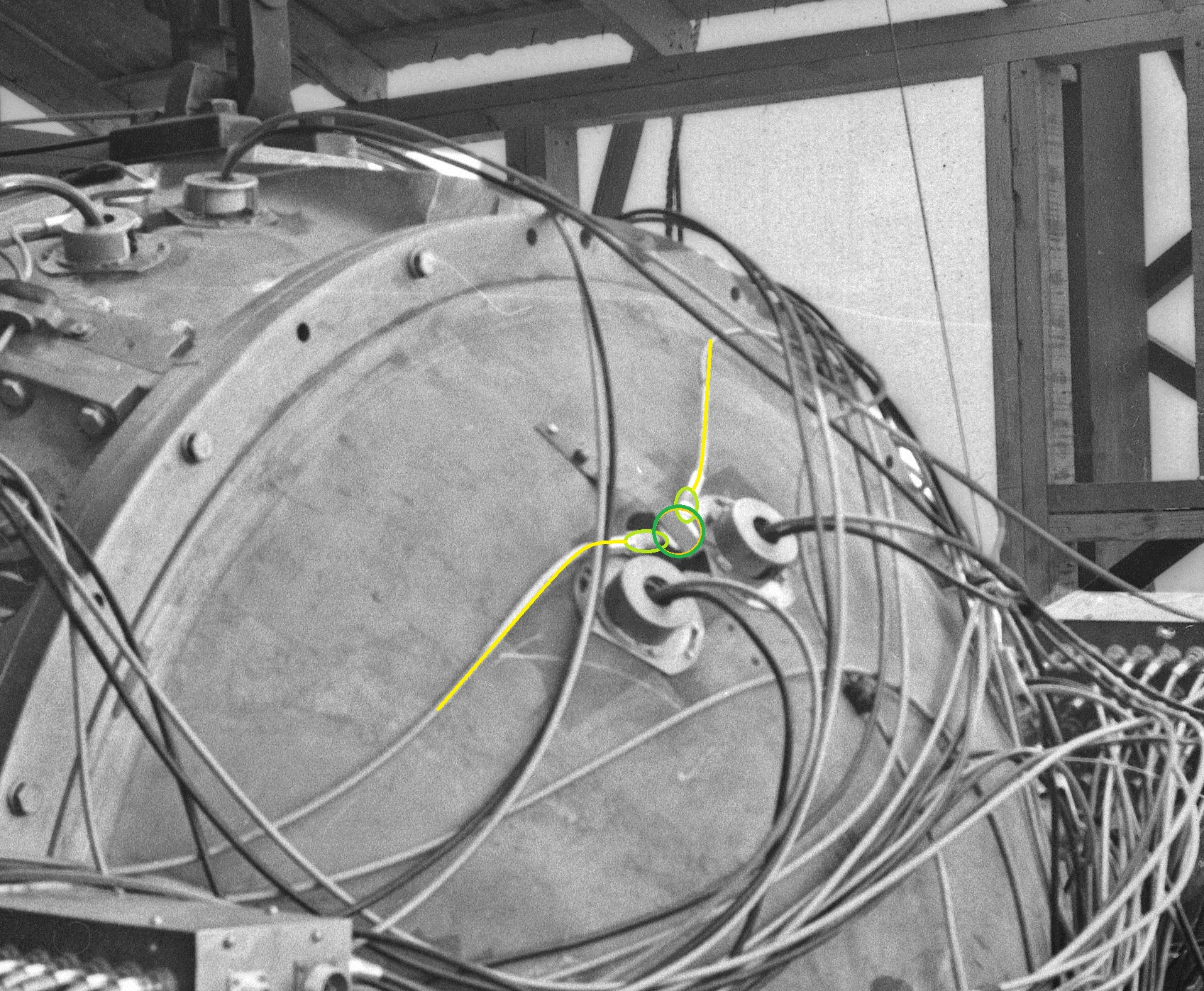
Dettaglio di uno dei set di detonatori EBW di The Gadget. L'innesco è cerchiato di verde, mentre i cavi del detonatore sono evidenziati in giallo. I due oggetti rotondi da cui escono due fili paralleli sono invece strumenti diagnostici.

Proprio perché richiedono un velocissimo impulso di corrente ad elevate intensità, i detonatori di tipo EBW sono, assieme a quelli a foglio esplodente, i detonatori più sicuri. I potenti e brevissimi picchi di energia necessari sono solitamente ottenuti scaricando un condensatore per alta tensione a bassa induttanza parassita ed elevata capacità (ad esempio ceramici o in mylar) grazie a un apposito interruttore (ad esempio un thyratron, un krytron, ecc...) sul filo metallico. Per fornire l'alta tensione necessaria si può utilizzare un generatore di Marx, mentre per garantire il raggiungimento del picco di corrente desiderato sono necessari anche dei cavi coassiali a bassa impedenza.
Nel caso delle prime bombe a implosione, The Gadget e Fat Man, Donald F. Horning, uno dei più giovani scienziati di Los Alamos, studiò un dispositivo chiamato X-Unit capace di accumulare 5.600 volt in un banco di condensatori e poi trasmettere l'elettricità all'istante a tutti i detonatori.
Ciò spiega, ad esempio, i grossi cavi visti nelle fotografie della bomba The Gadget che circondano la bomba: i cavi per l'alta tensione, infatti, necessitano di un buon isolamento onde garantire la minor caduta di tensione possibile ed evitare che i sottili fini dell'EBW non raggiungano abbastanza rapidamente la transizione di fase.
Un'alternativa all'uso dei condensatori può essere l'utilizzo di un generatore di compressione di flusso magnetico, sviluppato principalmente da Clarence "Max" Fowler, dei laboratori di Los Alamos. Una volta attivato, il generatore crea un impulso elettromagnetico che viene induttivamente accoppiato con una o più bobine secondarie connesse ai fili metallici da vaporizzare.